# La monja alférez (película de 1986)
La monja alférez es una película española de aventuras estrenada oficialmente en 1986, y en salas comerciales al año siguiente. Fue dirigida y coescrita por Javier Aguirre y protagonizada en el papel principal por Esperanza Roy. Está basada en la novela de Thomas De Quincey titulada The Spanish Military Nun, en la cual se narra la vida de Catalina de Erauso, una monja española que se disfrazó de hombre y combatió como soldado en América.
Por su trabajo en la dirección artística de la película, Eduardo Torre de la Fuente fue nominado al Goya en 1988, galardón que recayó en Rafael Palmero por La casa de Bernarda Alba.

## Sinopsis
Catalina de Erauso nace en San Sebastián a finales del siglo XVI. En su niñez pierde a su padre y su tía la obliga a ingresar en un convento como novicia para hacerse monja. Años después escapa del convento y, disfrazada de hombre, embarca rumbo a América. Ya adulta, trabaja de comerciante de tejidos, pero por sus amoríos y lances caballerescos todos la creen un hombre, por lo que se ve obligada a huir. Consigue hacerse soldado y, en una batalla contra los indios araucanos, es ascendida a alférez por su valentía.

## Reparto
| Actor               | Personaje          |
| ------------------- | ------------------ |
| Esperanza Roy       | Catalina de Erauso |
| Blanca Marsillach   |                    |
| Conrado San Martín  |                    |
| Isabel Luque        |                    |
| María Silva         |                    |
| Andrés Mejuto       | Papa Urbano VIII   |
| Luis Iriondo        |                    |
| Paula Molina        |                    |
| Elena Irureta       |                    |
| Karmele Aranburu    |                    |
| Patxi Barko         |                    |
| José Manuel Cervino |                    |
| Carlos Hipólito     |                    |
| Pepita James        |                    |
| Concha Leza         |                    |
| Rafael Mendizábal   |                    |
| María Reyes Arias   |                    |